# (4276) Clifford
(4276) Clifford (1981 XA) – planetoida z grupy przecinających orbitę Marsa okrążająca Słońce w ciągu 2,85 lat w średniej odległości 2,01 j.a. Odkryta 2 grudnia 1981 roku.